# Wasdow

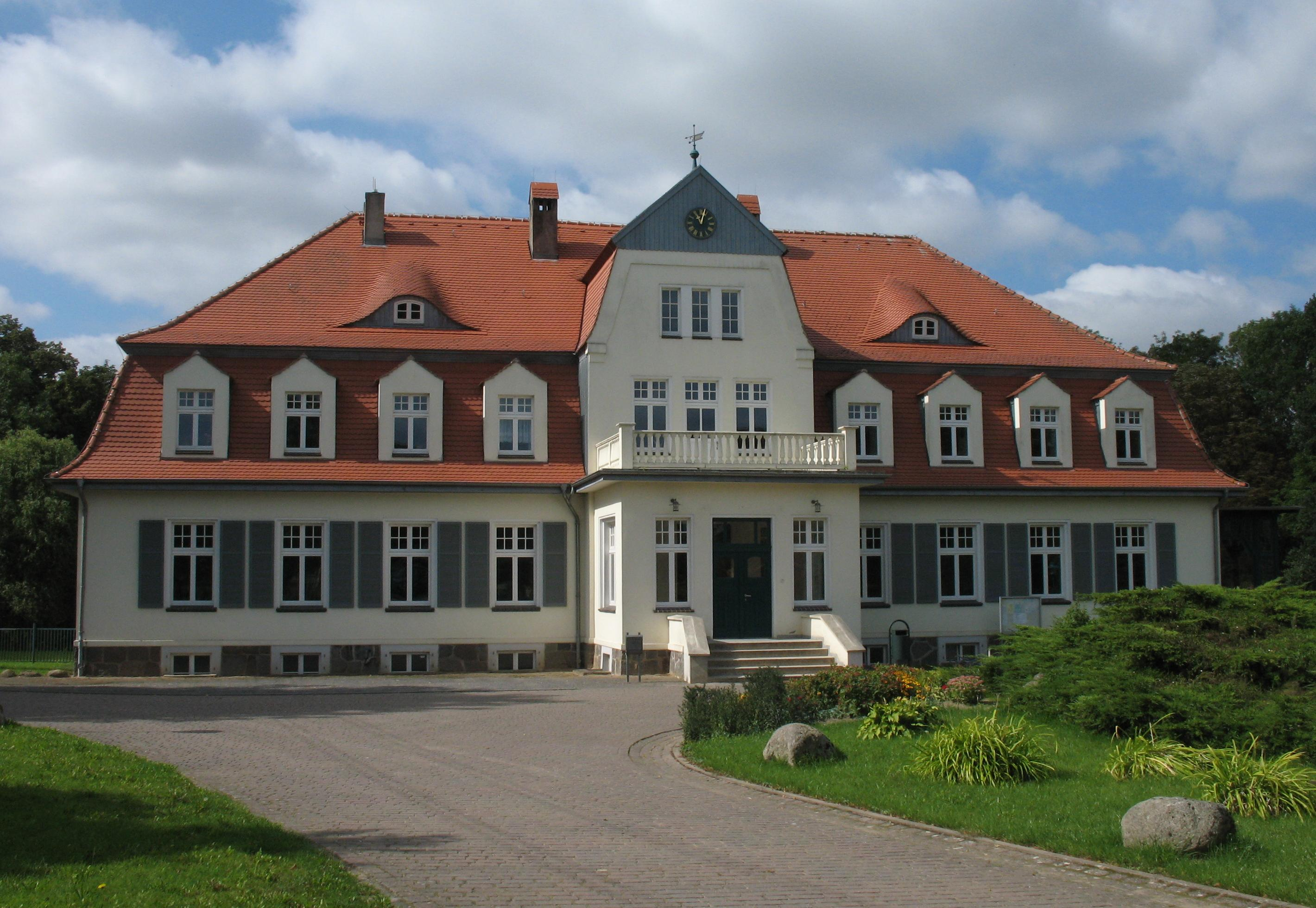
Dwór

Wasdow – dzielnica gminy Behren-Lübchin w Niemczech, w kraju związkowym Meklemburgia-Pomorze Przednie, w powiecie Rostock, w Związku Gmin Gnoien. Do 4 września 2011 samodzielna gmina.